# Euryparyphes flexuosus
Euryparyphes flexuosus is een rechtvleugelig insect uit de familie Pamphagidae. De wetenschappelijke naam van deze soort werd voor het eerst geldig gepubliceerd in 1927 door Boris Petrovich Uvarov.